# 身延站
身延站（日语：／ Minobu eki */?）是位於山梨縣南巨摩郡身延町角打636號，東海旅客鐵道（JR東海）的身延線車站。
此站是身延線據點車站之一。附近設有日蓮宗總本山、身延山久遠寺和南阿爾卑斯。此站是特急「富士川」停車站之一。

## 歷史
- 1920年（大正9年）5月18日：富士身延鐵道線甲斐大島站至此站之間開通，此終點站啟用[1]。為旅客和貨物車站。
- 1927年（昭和2年）12月17日：富士身延鐵道線此站至市川大門站之間開通[1]。
- 1938年（昭和13年）10月1日：富士身延鐵道借給鐵道省使用，成為身延線[1]。
- 1941年（昭和16年）5月1日：富士身延鐵道正式國有化[1]。
- 1980年（昭和55年）6月8日：翻新車站大樓。
- 1984年（昭和59年）1月16日：結束貨物起卸業務。在結束前設有礫石和水泥起卸業務。
- 1987年（昭和62年）4月1日：伴隨國鐵分割民營化，車站由東海旅客鐵道（JR東海）營運[1]。
- 1999年（平成11年）：被選為關東車站百選。

## 車站構造

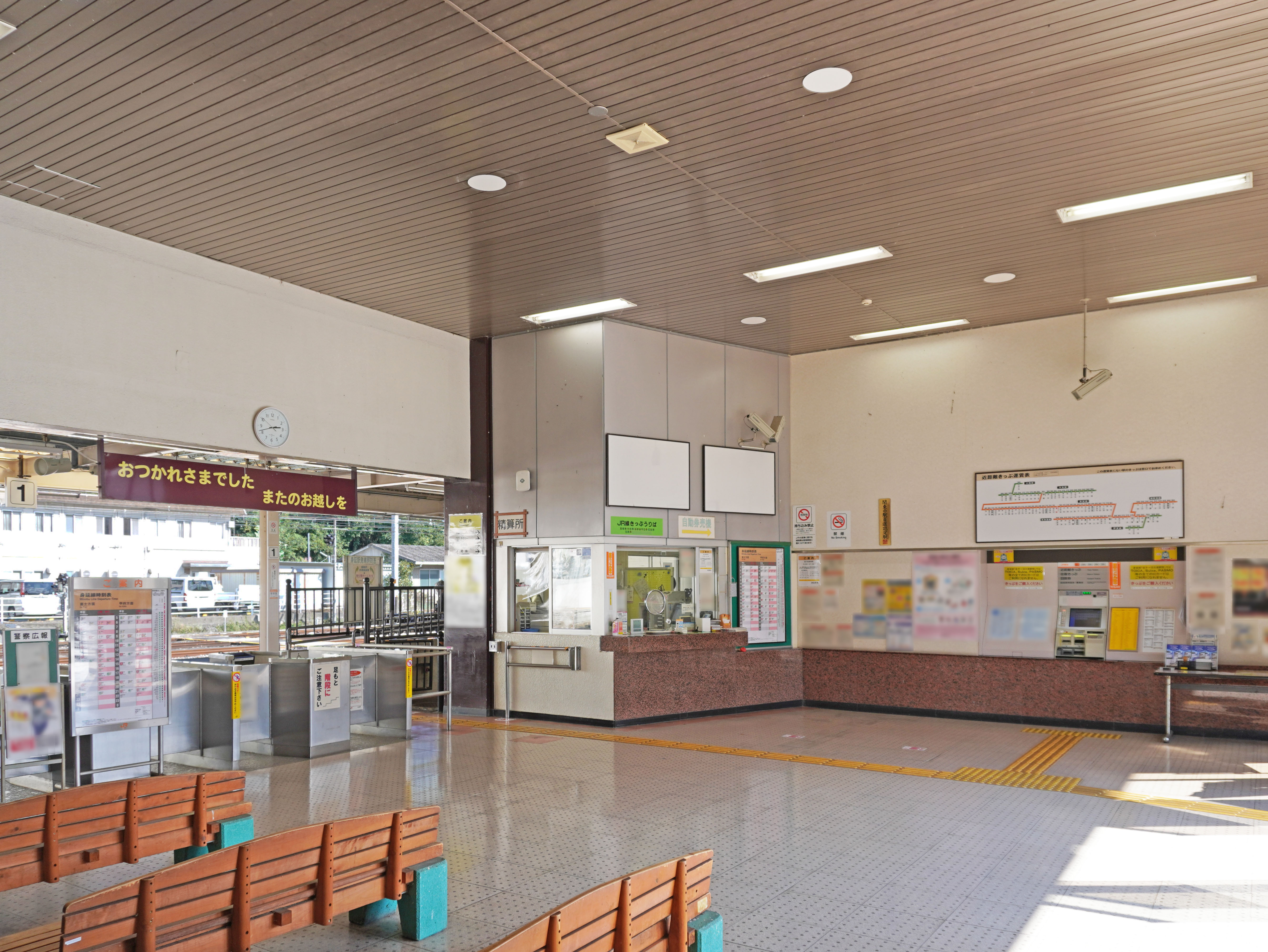
車站大廳與閘門（2022年9月）

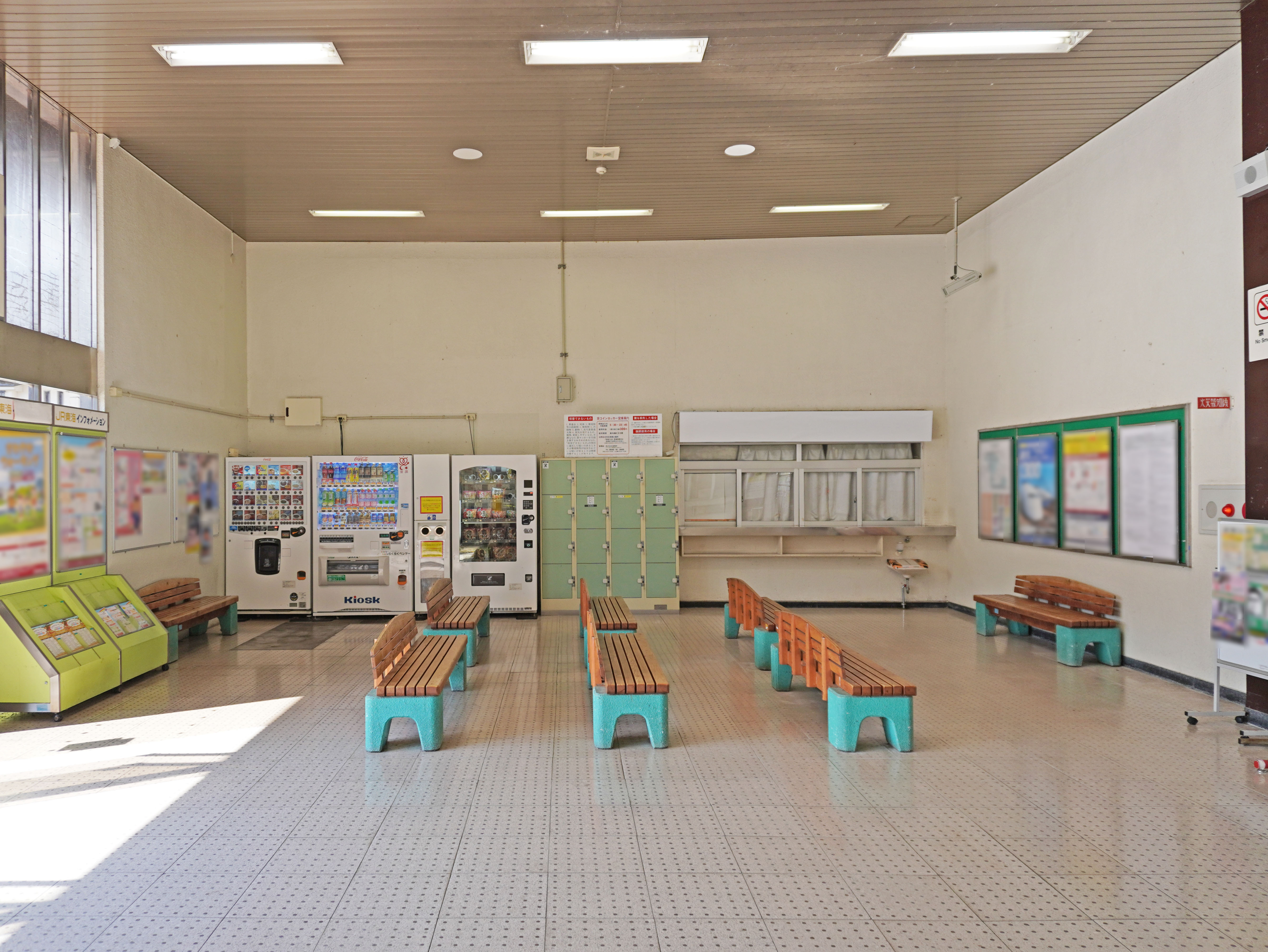
車站內的後車區（2022年9月）

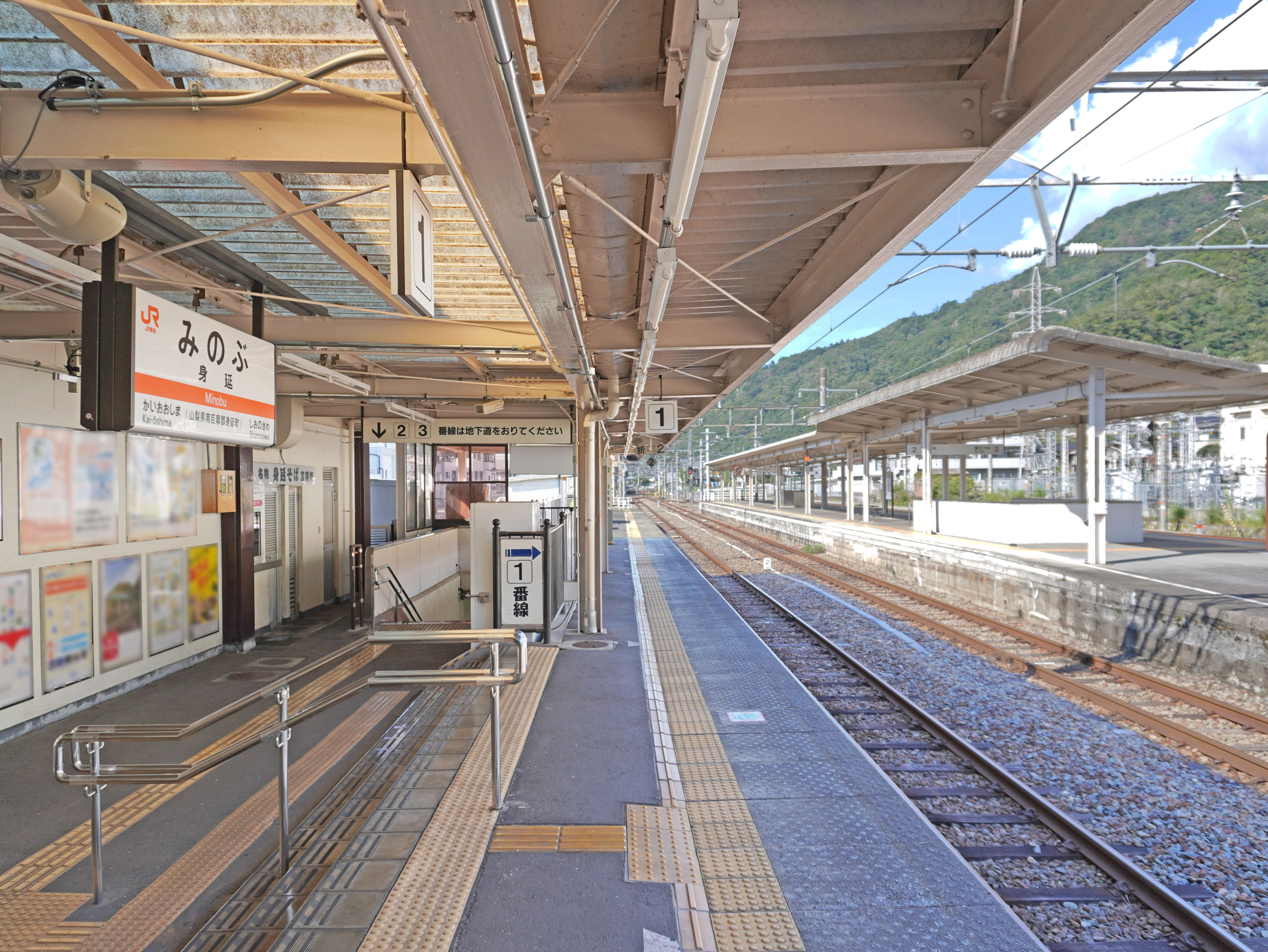
1號月台（2022年9月）

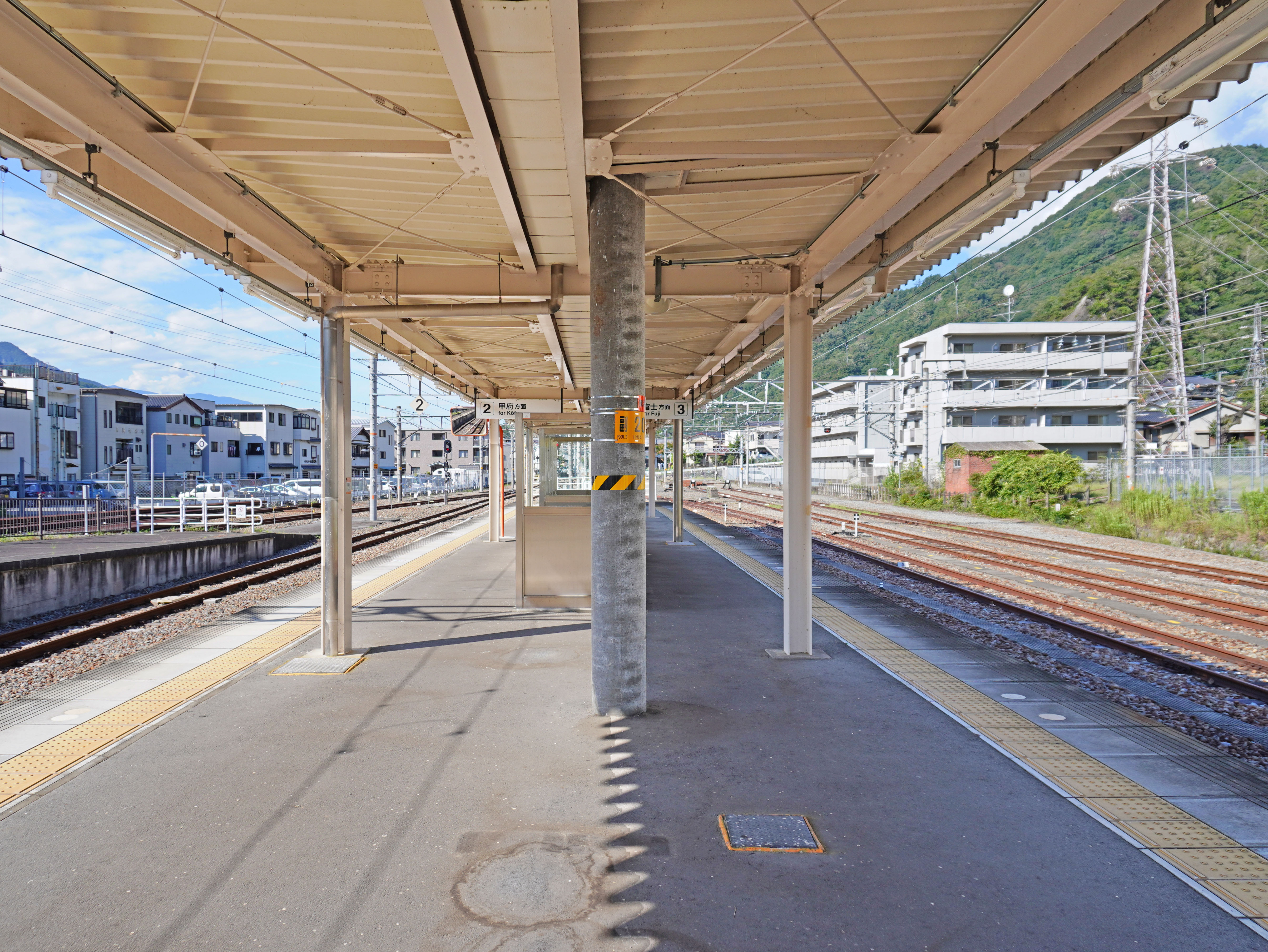
2號與3號月台（2022年9月）

車站是一座地面車站，設有1面1線的單式月台和1面2線的島式月台，共有2面3線的月台。車站大樓位於西邊。車站大樓側邊是1號月台，對面2、3號月台。一半上下行列車會停靠1號月台，一半甲府方向會停靠2號月台，少數富士方向會停靠3號月台。特急列車會停靠接近車站大樓的1號月台，普通列車多停靠於島式的2、3號月台（但是，在不用通過特急列車時候下，普通列車會停靠1號月台）。此站設有普通列車為了待避特急而長時間停站，身延線內鰍澤口站也有上述情況。
在3號月台東邊設有3條側線，均為留置線（設有4班夜間停泊。）。另外，各月台之間設有行人隧道連接。各月台的長度都是相同。在2005年度中，部分月台位置被拆毀，成為現時的長度。
車站大樓在1980年（昭和55年）6月建成，為一層高的建築物。大堂部分的屋頂較高。車站大樓內設有候車室、有人售票櫃臺和自動售票機。在候車室內設有立食蕎麥麵店，在1號月台上也有蕎麥麵店，也有販賣豆皮壽司。另一方面，商店在數年前曾經存在，現時變為自動販賣機。
此站是站長、職員配置車站（直營車站）。同時為管理車站，管理十島站至鰍澤口站之間各站。此站設有JR全線售票處。

### 月台
| 月台 | 路線   | 上下行 | 方向     |
| ---- | ------ | ------ | -------- |
| 1    | 身延線 | 上行   | 富士方向 |
| 1    | 身延線 | 下行   | 甲府方向 |
| 2    | 身延線 | 下り   | 甲府方向 |
| 3    | 身延線 | 上り   | 富士方向 |

上下行特急列車均使用1號月台（部分特急使用2、3號月台）。

## 使用狀況
此站有許多觀光客（參拜客）前往日蓮宗總本山和身延山久遠寺。
以下為近年1日乘車人次列表：
| 乘車人次變化 | 乘車人次變化     | 乘車人次變化 |
| 年度         | 1日平均 乘車人次 |              |
| ------------ | ---------------- | ------------ |
| 2005         | 449              |              |
| 2006         | 441              |              |
| 2007         | 479              |              |
| 2008         | 455              |              |
| 2009         | 472              |              |
| 2010         | 447              |              |
| 2011         | 380              |              |
| 2012         | 371              |              |
| 2013         | 338              |              |
| 2014         | 340              |              |
| 2015         | 338              |              |
| 2016         | 357              |              |
| 2017         | 331              |              |

## 車站周邊
站前設有巴士迴旋路和的士站。站前廣場設有土產店和商店街（上人通商店街），該商店街在1999年（平成11年）進行土地重整工程。建築物都為日式風格。
站前設有與身延線並行的富士川和縣道10号。河川與縣道一直從身延町並行至富士宮市，當中經過甲斐大島站和內船站。
身延町公所身延分所、山梨縣立身延高等學校、身延町立身延中學、身延町立身延小學等地點位於富士川對面岸。在車站北邊300米處設有身延橋，身延線跨過富士川。另外，車站原本是位於西八代郡大河內村，對面岸是仍然是身延町。在1955年（昭和30年），大河內村與身延町合併，使車站位於身延町內。
此站設有前往久遠寺的參拜客，以及前往南阿爾卑斯的登山客。在春天花見季節，設有前往久遠寺的觀光客賞花。

## 巴士路線
| 乘車處 | 乘車處     | 系統                                       | 主要途經                 | 目的地                      | 巴士公司                                | 備註 |
| ------ | ---------- | ------------------------------------------ | ------------------------ | --------------------------- | --------------------------------------- | ---- |
| 身延站 |            |                                            | 身延高校、總門           | 身延山                      | 山交城鎮客車                            |      |
| 身延站 | 身延鰍澤線 | 身延高校、波高島站、飯富、鰍澤口站         | 富士川醫院               | 身延町營巴士 （山梨交通）   | 只有3班。星期日、假日、年尾年頭暫停服務 |      |
| 身延站 |            | 下山新町、下部溫泉站、早川町公所、西山溫泉 | 奈良田溫泉               | 早川町乘合巴士 （俵屋觀光） | 年尾年頭暫停服務                        |      |
| 身延   |            | 中央高速巴士身延線                         | 中央道八王子、中央道日野 | Busta新宿（新宿站南出口）   | 山梨交通 京王巴士                       |      |

- 身延站前： 站前的巴士迴旋路
- 身延： 身延站南側的山梨交通身延營業所（日语：山梨交通身延営業所）

## 其他
- 留置線的路軌是使用來自英國的鋼材，直至在平成一直使用。

## 相鄰車站
東海旅客鐵道（JR東海）
 身延線
- 特急「富士川」停車站

甲斐大島－身延－鹽之澤

## 注腳
1. 1 2 3 4 5 6  曾根悟（監修）. 朝日新聞出版分冊百科編集部（編集） , 编. . 週刊 歴史でめぐる鉄道全路線 国鉄・JR (朝日新聞出版). 2009-07-26, (3): 22–23 （日语）.
2. 1 2  用車站時間表的方向資訊。詳情參見JR東海官方網站的各站時間表 （页面存档备份，存于）（截至2015年1月）。
3. ↑  「山梨縣統計年鑑」

## 外部連結
- JR東海 身延站 （页面存档备份，存于）（日語）